# Titan Fighting Championship
Titan Fighting Championship（タイタン・ファイティング・チャンピオンシップ）は、アメリカ合衆国の総合格闘技団体。2005年に設立。略称はTitan FC。

## 歴史
2005年に格闘技プロモーターでBellator取締役事業本部長のジョー・ケリーによって創設。NJSACB制定のユニファイドルールに準拠。2012年10月に団体統合を目的としてResurrection Fighting Allianceに売却してケリーは副社長に就任したが、7か月後にTitan FCを買い戻して活動を再開。
2013年12月に総合格闘家マネージメント会社CEOのジェフ・アロンソンが過半数の株式を取得してCEOに就任。ケリーは社長として留任した。アロンソンは選手を育成してメジャー団体へ選手を送り込む方針を打ち出し、選手との契約に無条件でメジャー団体へ移籍できる条項を入れた。歴代王者については「Titan FC王者一覧」を参照。
2011年1月28日よりアメリカのケーブルテレビ「HDNet」、2014年2月28日よりCBSスポーツ、2015年7月18日よりUFCファイトパスでの放送を開始した。